# Imre Varadi
Imre Varadi (* 8. Juli 1959 in Paddington, London) ist ein ehemaliger englischer Fußballspieler. Der Sohn eines ungarischen Vaters und einer italienischen Mutter verbrachte seine erfolgreichste Zeit als Stürmer bei Newcastle United und Sheffield Wednesday und galt insgesamt aufgrund seiner häufigen Vereinswechsel – nicht länger als drei Jahre verbrachte er in der Regel bei einem Klub – als Wandervogel im englischen Fußball. Er stand dabei im Kader von Leeds United, der 1992 die englische Meisterschaft gewann, kam dort aber zu selten für eine Meistermedaille zum Einsatz.

## Sportlicher Werdegang
Imre Varadi, der zumeist von seinen Mannschaftskameraden nur „Ray“ genannt wurde, spielte zunächst beim unterklassigen FC Letchworth, rund 60 Kilometer nördlich seiner Geburtsstadt London gelegen, wo er im Frühling 1978 dem Trainer von Sheffield United Harry Haslam auffiel. Im April 1978 nahmen die „Blades“ den 18-Jährigen unter Vertrag und dieser absolvierte innerhalb der Saison 1978/79 zehn Ligaspiele, in denen ihm wiederum vier Tore gelangen. Noch vor Ende der Spielzeit wechselte er im März 1979 in die höchste englische Spielklasse zum FC Everton. Dort blieb der erhoffte Entwicklungssprung jedoch aus und bis zum Ende der Saison 1980/81 bestritt er gerade einmal 26 Ligapartien. Zu seinen seltenen Höhepunkten zählte hier der Siegtreffer im Januar 1981 im FA-Cup-Duell gegen den Lokalrivalen FC Liverpool. Ende August 1981 zog es ihn schließlich wieder eine Spielklasse tiefer zu Newcastle United.
Im Nordosten Englands gelang Varadi der sportliche Durchbruch und im Verlauf der folgenden zwei Jahre zeigte er sich als zuverlässiger Torjäger. Er übertraf dabei die 18 Ligatreffer während der Saison 1981/82 im Jahr darauf mit 21 Meisterschaftstoren. Der ersehnte Aufstieg blieb den „Magpies“ aber mit Platz 5 in der Spielzeit 1982/83 verwehrt, woraufhin Varadi im Sommer 1983 für 150.000 Pfund nach Sheffield – nun zu Uniteds Rivalen Sheffield Wednesday – zurückkehrte. Die Verkaufsentscheidung war bei den Anhängern von Newcastle United sehr umstritten, zumal Varadi in gewisser Weise gegen seinen Willen den Verein verlassen musste.
Beim Zweitligarivalen hatte Varadi wenig Eingewöhnungsschwierigkeiten. Er schoss 17 Ligatore in der Saison 1983/84, war damit treffsicherster Schütze des Klubs und trug damit nicht unwesentlich zum Gewinn der Vizemeisterschaft und Aufstieg in die First Division bei. In der Mannschaft von Trainer Howard Wilkinson war der antrittschnelle Varadi auch in der folgenden Spielzeit 1984/85 mit insgesamt 21 Pflichtspieltreffern eine feste Größe. Umso enttäuschender war es für Verein und Fans, dass der „Spieler des Jahres“ im Sommer 1985 eine Vertragsverlängerung ablehnte und stattdessen zum Erstligakonkurrenten West Bromwich Albion ging – die Ablösesumme von 285.000 Pfund musste von einem Schiedsgericht festgelegt werden.
Mit der Wechselentscheidung beschwor Varadi aber sein Glück nicht herauf, denn nicht nur durchlief er mit den „Baggies“ in der Saison 1985/86 einen Abstieg als abgeschlagener Tabellenletzter, sondern musste eine ähnliche Erfahrung auch bei seiner nächsten Station Manchester City ab Oktober 1986 machen, als er sich nach der Spielzeit 1986/87 erneut aus der ersten Liga verabschiedete. Varadi blieb den „Citizens“ im anschließenden Jahr in der zweiten Liga treu, bevor ihn Howard Wilkinson Ende September 1988 ein zweites Mal zu Sheffield Wednesday zurück in die höchste englische Spielklasse lotste.
Aber auch die Rückkehr an bewährte Wirkungsstätte brachte nicht den gewünschten Effekt. Wilkinson verließ binnen weniger Wochen den Verein und Varadis Verhältnis zu Nachfolger Peter Eustace war sehr unterkühlt – als Varadi sogar um eine Transferfreigabe bat, suspendierte ihn Eustace dazu kurzzeitig. Auch Eustaces Nachfolger Ron Atkinson brachte in der Personalie Varadi wenig Entspannung und als dieser zehn Monate auf einen Einsatz wartete, folgte er Anfang Februar 1990 erneut dem Ruf von Howard Wilkinson, der mittlerweile beim Zweitligisten Leeds United das Traineramt übernommen hatte. Maßgeblich waren für die Entscheidung die gleichzeitigen Verletzungen von Bobby Davison und Carl Shutt gewesen; dazu fand Varadi mit Lee Chapman, Mel Sterland, Shutt, Glynn Snodin und John Pearson bekannte Gesichter aus der Zeit bei Sheffield Wednesday vor. Zumeist blieben seine Einsätze aber auf die Reservemannschaft beschränkt und nach dem Aufstieg in die erste Liga war sein Beitrag zum Gewinn der englischen Meisterschaft 1992 mit lediglich drei Einsätzen marginal. Die entscheidende Phase verbrachte er zudem ab März 1992 als Leihspieler bei Luton Town, wo er jedoch ein weiteres Mal aus der ersten Liga abstieg. Im Januar 1993 folgte ein weiteres Kurzengagement auf Leihbasis beim Zweitligisten Oxford United, bevor er sich im März 1993 ablösefrei dem Drittligisten Rotherham United anschloss.
In Rotherham fand Varadi zu alter Treffsicherheit zurück und führte in der Saison 1993/94 die vereinsinterne Torjägerliste an. Es gelang ihm aber im folgenden Jahr nicht mehr, diese Leistungen zu bestätigen und nachdem er von Bobby Davison immer mehr in die Ersatzrolle verdrängt wurde, wechselte er im August 1995 zu Mansfield Town in die vierte Liga. Dort bestritt er jedoch nur ein einziges Spiel und nach gerade einmal 21 Tagen schloss er sich im September dem semiprofessionellen Klub Boston United als Spieler und Kotrainer von Mel Sterland an. Aber auch dort hielt es ihn nicht lange, denn am 29. September 1995 kehrte er in den Profifußball zu Scunthorpe United zurück. Binnen eines Monats absolvierte er dort noch einmal zwei Spiele per Einwechslung, bevor er dem „Wechselspiel“ ein Ende setzte und Spielertrainer von Matlock Town in der Northern Premier League wurde. Dort stieg er in der Saison 1995/96 aus der höchsten Spielklasse ab. Weitere Stationen waren später der AFC Guiseley, Denaby United und Stalybridge Celtic, als er in der Regel Mel Sterlands Assistent war. Neben seinen Traineraktivitäten erwarb sich Varadi eine FIFA-Lizenz als Spieleragent.